# Portrait d'Eleonora Gonzaga della Rovere
Le Portrait d'Eleonora Gonzaga est une peinture à l'huile sur toile du peintre italien Titien ;  réalisée en 1538, elle fut apportée à Florence en 1631 dans le cadre de la dote de Vittoria della Rovere. Le portrait est conservé au musée des Offices de Florence, depuis 1796.

## Description
Ce portrait, d'où ressortent les vertus de Beauté et la Prudence d'Eleonora Gonzaga Della Rovere et son pendant, le Portrait de Francesco Maria della Rovere sont, tous deux, aux Offices.

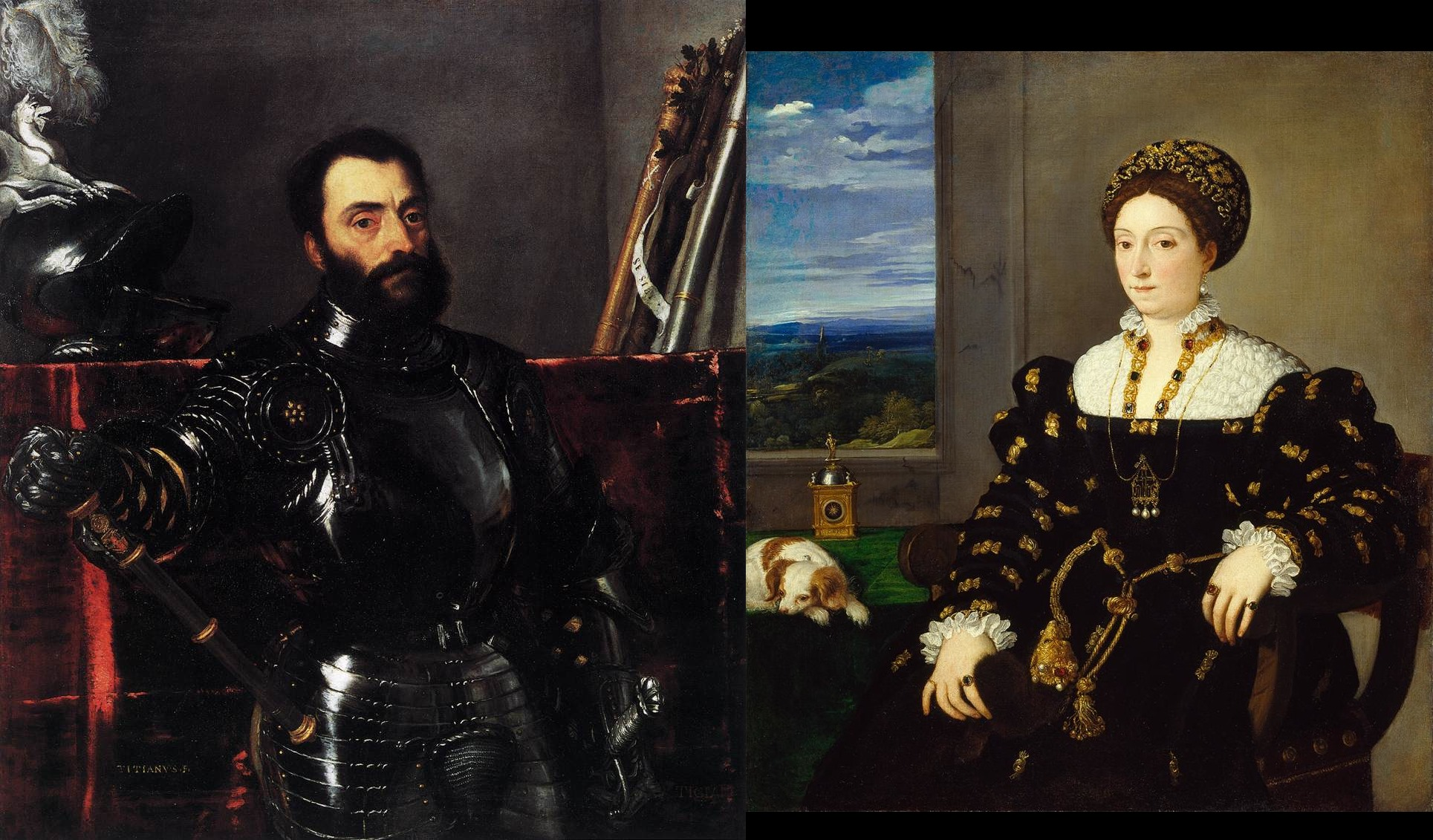
Les deux portraits côte à côte aux Offices.

Le modèle servira de prototype à des œuvres postérieures du Titien, comme son Portrait d'Isabelle de Portugal.